# Troisième circonscription des Bouches-du-Rhône
La troisième circonscription des Bouches-du-Rhône est l'une des 16 circonscriptions législatives que compte le département français des Bouches-du-Rhône (13), situé en région Provence-Alpes-Côte d'Azur.
Elle est située dans la ville de Marseille, couvrant actuellement son 13e arrondissement, ainsi qu'une partie de ses 12e et du 14e arrondissements. Elle est représentée à l'Assemblée nationale lors de la XVIIe législature de la Cinquième République par Gisèle Lelouis, députée élue en 2022 sous l'étiquette Rassemblement national, réélue en 2024.

## Description géographique et démographique

### De 1958 à 1986
La troisième circonscription des Bouches-du-Rhône était composée de :
- le 2e arrondissement de Marseille ;
- le 7e arrondissement de Marseille ;

### De 1988 à 2010
La troisième circonscription des Bouches-du-Rhône était composée de :
- Canton de Marseille-Belsunce
- Canton de Marseille-Les Grands-Carmes
- Canton de Marseille-Saint-Lambert

### Depuis 2010
À partir des élections de 2012, la troisième circonscription est complètement redécoupée et déplacée dans le nord-est de Marseille. Elle regroupe :
- la partie du 12e arrondissement située au nord d'une ligne définie par l'axe des voies ci-après, à partir de la limite du 4e arrondissement : avenue de Montolivet, boulevard Gillet, boulevard Louis-Mazaudier, avenue des Félibres, rue de l'Aiguillette, rue Charles-Kaddouz jusqu'en limite du 13e arrondissement
- le 13e arrondissement
- la partie du 14e arrondissement située à l'est d'une ligne définie par les voies ci-après, à partir de la limite du 3e arrondissement : rue des Frères-Cubbedu, boulevard Paul-Arène, rue de la Carrière, boulevard Kraemer, rue Richard, boulevard Charles-Moretti (« Les Églantines » inclus), traverse des Rosiers (« Les Rosiers » inclus), chemin de Sainte-Marthe, boulevard de la Bougie, boulevard Louis-Villecroze, avenue Claude-Monet, avenue Prosper-Mérimée, avenue Alexandre-Ansaldi, boulevard Anatole-de-la-Forge, chemin de Saint-Joseph à Sainte-Marthe, boulevard Roland-Dorgelès jusqu'à la limite du 15e arrondissement.

## Liste des députés sous laVeRépublique
| Législature | Début de mandat | Fin de mandat  | Député                     | Parti politique | Observations |
| ----------- | --------------- | -------------- | -------------------------- | --------------- | --- |
| Ire         | 9 décembre 1958 | 9 octobre 1962 | Charles Colonna d'Anfriani | CNI             | Conseiller général du Canton de Marseille-Les Cinq-Avenues Mandat écourté à la suite d'une dissolution parlementaire décidée par Charles de Gaulle.                       |
| IIe         | 6 décembre 1962 | 2 avril 1967   | Gaston Defferre            | SFIO            | Maire de Marseille |
| IIIe        | 3 avril 1967    | 30 mai 1968    | Gaston Defferre            | SFIO            | Maire de Marseille Mandat écourté à la suite d'une dissolution parlementaire décidée par Charles de Gaulle.                                                               |
| IVe         | 11 juillet 1968 | 1er avril 1973 | Gaston Defferre            | SFIO            | Maire de Marseille |
| Ve          | 2 avril 1973    | 2 avril 1978   | Gaston Defferre            | PS              | Maire de Marseille |
| VIe         | 3 avril 1978    | 22 mai 1981    | Gaston Defferre            | PS              | Maire de Marseille Mandat écourté à la suite d'une dissolution parlementaire décidée par François Mitterrand.                                                             |
| VIIe        | 2 juillet 1981  | 1er avril 1986 | Gaston Defferre            | PS              | Maire de Marseille Remplace le 25 juillet 1981 par Philippe Sanmarco à la suite de sa nomination au gouvernement.                                                         |
| IXe         | 23 juin 1988    | 1er avril 1993 | Philippe Sanmarco          | PS              | conseiller régional de Provence-Alpes-Côte d’Azur Conseiller municipal de Marseille                                                                                       |
| Xe          | 2 avril 1993    | 21 avril 1997  | Jean Roatta                | UDF             | Maire du 1e secteur de Marseille (à partir de 1995) Mandat écourté à la suite d'une dissolution parlementaire décidée par Jacques Chirac.                                 |
| XIe         | 12 juin 1997    | 18 juin 2002   | Jean Roatta                | UDF             | Maire du 1e secteur de Marseille |
| XIIe        | 19 juin 2002    | 19 juin 2007   | Jean Roatta                | UMP             | Maire du 1e secteur de Marseille |
| XIIIe       | 20 juin 2007    | 19 juin 2012   | Jean Roatta                | UMP             | Député européen à partir du 6 décembre 2011 et laisse son siège vacant jusqu'aux élections législatives suivantes.                                                        |
| XIVe        | 20 juin 2012    | 20 juin 2017   | Sylvie Andrieux            | PS puis DVG     | Élue bien que le PS lui ait retiré son investiture le 31 mai 2012. Elle démissionne le 9 décembre 2016 à la suite de sa condamnation pour détournements de fonds publics. |
| XVe         | 21 juin 2017    | 21 juin 2022   | Alexandra Louis            | LREM puis Agir  | |
| XVIe        | 22 juin 2022    | 9 juin 2024    | Gisèle Lelouis             | RN              | Mandat écourté à la suite d'une dissolution parlementaire décidée par Emmanuel Macron.                                                                                    |

## Historique des élections

### Avant le redécoupage de 1986

#### Élections législatives de 1958
| Candidat       | Candidat                       | Parti          | Premier tour | Premier tour | Second tour | Second tour |  |
| Candidat       | Candidat                       | Parti          | Voix         | %            | Voix        | %           |  |
| -------------- | ------------------------------ | -------------- | ------------ | ------------ | ----------- | ----------- |  |
|                | Antoine Andrieux               | SFIO           | 10 441       | 25,52        | 13 193      | 31,58       |  |
|                | Louis Gazagnaire               | PCF            | 9 883        | 24,15        | 10 762      | 25,76       |  |
|                | Charles Colonna d'Anfriani élu | CNIP           | 6 963        | 17,02        | 14 353      | 34,36       |  |
|                | Hugues-Paul Tatilon            | CR             | 5 803        | 14,18        | 3 465       | 8,29        |  |
|                | Pierre Milani                  | Radsoc         | 4 963        | 12,13        | Retrait     | Retrait     |  |
|                | Alexis Pelat                   | UFF            | 2 499        | 6,11         | Retrait     | Retrait     |  |
|                | Nicolas Renucci                | UFF            | 364          | 0,89         |             |             |  |
|                |                                |                |              |              |             |             |  |
| Inscrits       | Inscrits                       | Inscrits       | 62 034       | 100,00       | 61 034      | 100,00      |  |
| Abstentions    | Abstentions                    | Abstentions    | 20 106       | 32,41        | 18 586      | 30,45       |  |
| Votants        | Votants                        | Votants        | 41 928       | 67,59        | 42 448      | 69,55       |  |
| Blancs et nuls | Blancs et nuls                 | Blancs et nuls | 1 012        | 2,41         | 675         | 1,59        |  |
| Exprimés       | Exprimés                       | Exprimés       | 40 916       | 97,59        | 41 773      | 98,41       |  |

Le suppléant de Charles Colonna d'Anfriani était Aimé Gourdan, rédacteur au Ministère de la Construction.

#### Élections législatives de 1962
| Candidat       | Candidat                           | Parti          | Premier tour | Premier tour | Second tour | Second tour |  |
| Candidat       | Candidat                           | Parti          | Voix         | %            | Voix        | %           |  |
| -------------- | ---------------------------------- | -------------- | ------------ | ------------ | ----------- | ----------- |  |
|                | Gaston Defferre élu                | SFIO           | 10 676       | 30,91        | 20 588      | 58,57       |  |
|                | Louis Gazagnaire                   | PCF            | 9 156        | 26,51        | Retrait     | Retrait     |  |
|                | Hugues-Paul Tatilon                | UNR-UDT        | 8 396        | 24,31        | 14 555      | 41,41       |  |
|                | Charles Colonna d'Anfriani sortant | CNIP           | 6 313        | 18,28        | 6           | 0,02        |  |
|                |                                    |                |              |              |             |             |  |
| Inscrits       | Inscrits                           | Inscrits       | 59 927       | 100,00       | 59 912      | 100,00      |  |
| Abstentions    | Abstentions                        | Abstentions    | 24 503       | 40,89        | 22 738      | 37,95       |  |
| Votants        | Votants                            | Votants        | 35 424       | 59,11        | 37 174      | 62,05       |  |
| Blancs et nuls | Blancs et nuls                     | Blancs et nuls | 883          | 2,49         | 2 025       | 5,45        |  |
| Exprimés       | Exprimés                           | Exprimés       | 34 541       | 97,51        | 35 149      | 94,55       |  |

Noël Luciani, capitaine au long cours, était suppléant de Gaston Defferre.

#### Élections législatives de 1967
| Candidat       | Candidat                      | Parti                     | Premier tour | Premier tour | Second tour | Second tour |  |
| Candidat       | Candidat                      | Parti                     | Voix         | %            | Voix        | %           |  |
| -------------- | ----------------------------- | ------------------------- | ------------ | ------------ | ----------- | ----------- |  |
|                | Gaston Defferre sortant réélu | FGDS (SFIO)               | 13 469       | 33,55        | 23 223      | 60,44       |  |
|                | Louis Gazagnaire              | PCF                       | 11 149       | 27,77        | Retrait     | Retrait     |  |
|                | Félicien Grimaldi             | UD-Ve                     | 9 998        | 24,91        | 15 201      | 39,56       |  |
|                | Henry Moreau                  | CD (PDM)                  | 2 195        | 5,47         |             |             |  |
|                | Auguste Novel                 | Divers gauche             | 1 278        | 3,18         |             |             |  |
|                | Francis Siffredi              | Divers droite (Gaulliste) | 1 038        | 2,59         |             |             |  |
|                | Denis Marcantetti             | Modérés                   | 1 015        | 2,53         |             |             |  |
|                |                               |                           |              |              |             |             |  |
| Inscrits       | Inscrits                      | Inscrits                  | 59 389       | 100,00       | 59 405      | 100,00      |  |
| Abstentions    | Abstentions                   | Abstentions               | 18 290       | 30,8         | 19 167      | 32,26       |  |
| Votants        | Votants                       | Votants                   | 41 099       | 69,2         | 40 238      | 67,74       |  |
| Blancs et nuls | Blancs et nuls                | Blancs et nuls            | 957          | 2,33         | 1 814       | 4,51        |  |
| Exprimés       | Exprimés                      | Exprimés                  | 40 142       | 97,67        | 38 424      | 95,49       |  |

Le suppléant de Gaston Defferre était Noël Luciani, capitaine au long cours.

#### Élections législatives de 1968
| Candidat                            | Candidat                      | Parti                     | Premier tour | Premier tour | Second tour | Second tour |  |
| Candidat                            | Candidat                      | Parti                     | Voix         | %            | Voix        | %           |  |
| ----------------------------------- | ----------------------------- | ------------------------- | ------------ | ------------ | ----------- | ----------- |  |
|                                     | Félicien Grimaldi             | UDR (URP)                 | 16 101       | 41,09        | 19 201      | 49,47       |  |
|                                     | Gaston Defferre sortant réélu | FGDS (SFIO)               | 11 495       | 29,33        | 19 611      | 50,53       |  |
|                                     | Louis Calisti                 | PCF                       | 9 420        | 24,04        | Retrait     | Retrait     |  |
|                                     | Jean-Paul Bastide             | PSU                       | 1 178        | 3,01         |             |             |  |
|                                     | Denis Marcantetti             | Divers droite (Gaulliste) | 994          | 2,54         |             |             |  |
|                                     |                               |                           |              |              |             |             |  |
| Inscrits                            | Inscrits                      | Inscrits                  | 57 971       | 100,00       | 57 976      | 100,00      |  |
| Abstentions                         | Abstentions                   | Abstentions               | 17 972       | 31           | 17 997      | 31,04       |  |
| Votants                             | Votants                       | Votants                   | 39 999       | 69           | 39 979      | 68,96       |  |
| Blancs et nuls                      | Blancs et nuls                | Blancs et nuls            | 811          | 2,03         | 1 167       | 2,92        |  |
| Exprimés                            | Exprimés                      | Exprimés                  | 39 188       | 97,97        | 38 812      | 97,08       |  |
| Source : Données du CDSP et CEVIPOF |                               |                           |              |              |             |             |  |

Le suppléant de Gaston Defferre était Noël Luciani.

#### Élections législatives de 1973
| Candidat       | Candidat                      | Parti          | Premier tour | Premier tour | Second tour | Second tour |  |
| Candidat       | Candidat                      | Parti          | Voix         | %            | Voix        | %           |  |
| -------------- | ----------------------------- | -------------- | ------------ | ------------ | ----------- | ----------- |  |
|                | Gaston Defferre sortant réélu | PS (UGSD)      | 13 789       | 36,08        | 24 149      | 62,82       |  |
|                | Louis Calisti                 | PCF            | 9 288        | 24,3         | Retrait     | Retrait     |  |
|                | Félicien Grimaldi             | UDR (URP)      | 8 840        | 23,13        | 14 294      | 37,18       |  |
|                | Simone Cassagne-Imbert        | CD (MR)        | 2 938        | 7,69         |             |             |  |
|                | François Sinapi               | Divers gauche  | 929          | 2,43         |             |             |  |
|                | Jacques Cochet                | FN             | 824          | 2,16         |             |             |  |
|                | René Randoulet                | CNIP           | 706          | 1,85         |             |             |  |
|                | Michel Spagnol                | LCR            | 668          | 1,75         |             |             |  |
|                | André Giraudet                | Divers droite  | 236          | 0,62         |             |             |  |
|                |                               |                |              |              |             |             |  |
| Inscrits       | Inscrits                      | Inscrits       | 56 965       | 100,00       | 56 965      | 100,00      |  |
| Abstentions    | Abstentions                   | Abstentions    | 17 994       | 31,59        | 17 377      | 30,5        |  |
| Votants        | Votants                       | Votants        | 38 971       | 68,41        | 39 588      | 69,5        |  |
| Blancs et nuls | Blancs et nuls                | Blancs et nuls | 753          | 1,93         | 1 145       | 2,89        |  |
| Exprimés       | Exprimés                      | Exprimés       | 38 218       | 98,07        | 38 443      | 97,11       |  |

Le suppléant de Gaston Defferre était Robert Vigouroux, chirurgien des hôpitaux.

#### Élections législatives de 1978
| Candidat           | Candidat                      | Parti                | Premier tour | Premier tour | Second tour | Second tour |  |
| Candidat           | Candidat                      | Parti                | Voix         | %            | Voix        | %           |  |
| ------------------ | ----------------------------- | -------------------- | ------------ | ------------ | ----------- | ----------- |  |
|                    | Gaston Defferre sortant réélu | PS                   | 12 323       | 31,63        | 22 433      | 55,73       |  |
|                    | Marcel Pujol                  | RPR                  | 10 700       | 27,46        | 17 821      | 44,27       |  |
|                    | Jean Dissler                  | PCF                  | 9 458        | 24,27        | Retrait     | Retrait     |  |
|                    | Robert Vincent                | UDF (CDS)            | 3 048        | 7,82         |             |             |  |
|                    | Jean-Jacques Gros             | Écologie 78          | 1 809        | 4,64         |             |             |  |
|                    | Philippe Forestier            | Extrême droite (PFN) | 807          | 2,07         |             |             |  |
|                    | Martine Piatti                | Extrême gauche (LO)  | 649          | 1,67         |             |             |  |
|                    | Jean-Claude Mathey            | Divers (GO, UJP)     | 169          | 0,43         |             |             |  |
|                    |                               |                      |              |              |             |             |  |
| Inscrits           | Inscrits                      | Inscrits             | 55 789       | 100,00       | 55 770      | 100,00      |  |
| Abstentions        | Abstentions                   | Abstentions          | 16 203       | 29,04        | 14 566      | 26,12       |  |
| Votants            | Votants                       | Votants              | 39 586       | 70,96        | 41 204      | 73,88       |  |
| Blancs et nuls     | Blancs et nuls                | Blancs et nuls       | 623          | 1,57         | 950         | 2,31        |  |
| Exprimés           | Exprimés                      | Exprimés             | 38 963       | 98,43        | 40 254      | 97,69       |  |
| Source : Data.gouv |                               |                      |              |              |             |             |  |

La suppléante de Gaston Defferre était Jeanne Mazel, déléguée à la condition féminine au Conseil régional.

#### Élections législatives de 1981
| Candidat                                                                    | Candidat                      | Parti                | Premier tour | Premier tour | Second tour | Second tour |  |
| Candidat                                                                    | Candidat                      | Parti                | Voix         | %            | Voix        | %           |  |
| --------------------------------------------------------------------------- | ----------------------------- | -------------------- | ------------ | ------------ | ----------- | ----------- |  |
|                                                                             | Gaston Defferre sortant réélu | PS                   | 12 958       | 42,33        | 18 898      | 57,97       |  |
|                                                                             | Robert Villani                | RPR (UNM)            | 10 320       | 33,71        | 13 703      | 42,03       |  |
|                                                                             | Yvan Massiani                 | PCF                  | 5 765        | 18,83        |             |             |  |
|                                                                             | Bernard Zeller                | Extrême droite (PFN) | 1 064        | 3,48         |             |             |  |
|                                                                             | Ronald Perdomo                | FN                   | 474          | 1,55         |             |             |  |
|                                                                             | Philippe Bartoli              | Divers gauche        | 32           | 0,10         |             |             |  |
|                                                                             |                               |                      |              |              |             |             |  |
| Inscrits                                                                    | Inscrits                      | Inscrits             | 53 178       | 100,00       | 53 178      | 100,00      |  |
| Abstentions                                                                 | Abstentions                   | Abstentions          | 22 156       | 41,66        | 19 716      | 37,08       |  |
| Votants                                                                     | Votants                       | Votants              | 31 022       | 58,34        | 33 462      | 62,92       |  |
| Blancs et nuls                                                              | Blancs et nuls                | Blancs et nuls       | 409          | 1,32         | 861         | 2,57        |  |
| Exprimés                                                                    | Exprimés                      | Exprimés             | 30 613       | 98,68        | 32 601      | 97,43       |  |
| Source : Le Monde du 23 juin 1981, p. 15 et Sud-Ouest du 16 juin 1981, p. 4 |                               |                      |              |              |             |             |  |

Le suppléant de Gaston Defferre était Philippe Sanmarco, Secrétaire général à l'Expansion de la Ville de Marseille. Philippe Sanmarco remplaça Gaston Defferre, nommé membre du gouvernement, du 24 juillet 1981 au 1er avril 1986.

### Depuis le redécoupage de 1986

#### Élections législatives de 1988
| Candidat                                                   | Candidat              | Parti          | Premier tour | Premier tour | Second tour | Second tour |  |
| Candidat                                                   | Candidat              | Parti          | Voix         | %            | Voix        | %           |  |
| ---------------------------------------------------------- | --------------------- | -------------- | ------------ | ------------ | ----------- | ----------- |  |
|                                                            | Philippe Sanmarco élu | PS             | 10 913       | 32,73        | 18 501      | 50,43       |  |
|                                                            | Jean Roussel          | FN             | 9 794        | 29,37        | 18 184      | 49,57       |  |
|                                                            | Jean Roatta           | UDF (PR) (URC) | 8 153        | 24,45        | Retrait     | Retrait     |  |
|                                                            | Jean Dufour           | PCF            | 1 178        | 3,01         |             |             |  |
|                                                            | Jacqueline Grand      | Divers droite  | 664          | 1,99         |             |             |  |
|                                                            | Dominique Giardino    | Divers droite  | 588          | 1,76         |             |             |  |
|                                                            | Emmanuelle Peron      | Divers         | 588          | 1,76         |             |             |  |
|                                                            |                       |                |              |              |             |             |  |
| Inscrits                                                   | Inscrits              | Inscrits       | 58 143       | 100,00       | 58 140      | 100,00      |  |
| Abstentions                                                | Abstentions           | Abstentions    | 24 387       | 41,94        | 20 088      | 34,55       |  |
| Votants                                                    | Votants               | Votants        | 33 756       | 58,06        | 38 052      | 65,45       |  |
| Blancs et nuls                                             | Blancs et nuls        | Blancs et nuls | 412          | 1,22         | 1 367       | 3,59        |  |
| Exprimés                                                   | Exprimés              | Exprimés       | 33 344       | 98,78        | 36 685      | 96,41       |  |
| Source : Données du CDSP et le Monde du 7 juin 1986, p. 15 |                       |                |              |              |             |             |  |

La suppléante de Philippe Sanmarco était Marie-Arlette Carlotti.

#### Élections législatives de 1993
| Candidat                                              | Candidat                  | Parti          | Premier tour | Premier tour | Second tour | Second tour |  |
| Candidat                                              | Candidat                  | Parti          | Voix         | %            | Voix        | %           |  |
| ----------------------------------------------------- | ------------------------- | -------------- | ------------ | ------------ | ----------- | ----------- |  |
|                                                       | Jean Roatta élu           | UDF (PR)       | 9 296        | 34,35        | 15 844      | 66,68       |  |
|                                                       | Jean Roussel              | FN             | 6 648        | 24,56        | 7 918       | 33,32       |  |
|                                                       | Philippe Sanmarco sortant | PS (ADFP)      | 4 490        | 16,59        |             |             |  |
|                                                       | Rolande Carrière          | PCF            | 2 326        | 8,59         |             |             |  |
|                                                       | Catherine Lange           | GÉ (EÉ)        | 1 592        | 5,88         |             |             |  |
|                                                       | Maurice Di Nocera         | Divers         | 825          | 3,04         |             |             |  |
|                                                       | Jeanne Manovelli          | LT-LNÉ         | 675          | 2,49         |             |             |  |
|                                                       | Jacques Samuelian         | Divers gauche  | 563          | 2,08         |             |             |  |
|                                                       | Guy Dubost                | LO             | 347          | 1,28         |             |             |  |
|                                                       | Philippe Prieto           | UÉD            | 191          | 0,71         |             |             |  |
|                                                       | Gérard Scavino            | Divers droite  | 110          | 0,40         |             |             |  |
|                                                       |                           |                |              |              |             |             |  |
| Inscrits                                              | Inscrits                  | Inscrits       | 48 704       | 100,00       | 57 704      | 100,00      |  |
| Abstentions                                           | Abstentions               | Abstentions    | 20 785       | 42,68        | 26 450      | 45,84       |  |
| Votants                                               | Votants                   | Votants        | 27 919       | 57,32        | 31 254      | 54,16       |  |
| Blancs et nuls                                        | Blancs et nuls            | Blancs et nuls | 856          | 3,07         | 7 492       | 23,97       |  |
| Exprimés                                              | Exprimés                  | Exprimés       | 27 063       | 96,93        | 23 762      | 76,03       |  |
| Source : Data.gouv et Le Monde des 23 et 30 mars 1993 |                           |                |              |              |             |             |  |

Le suppléant de Jean Roatta était Romain Vignoli, médecin.

#### Élections législatives de 1997
| Candidat       | Candidat                  | Parti          | Premier tour | Premier tour | Second tour | Second tour |  |
| Candidat       | Candidat                  | Parti          | Voix         | %            | Voix        | %           |  |
| -------------- | ------------------------- | -------------- | ------------ | ------------ | ----------- | ----------- |  |
|                | Jean Roatta sortant réélu | UDF (PR)       | 7 450        | 29,04        | 12 050      | 41,71       |  |
|                | Daniel Gazzola            | FN             | 6 197        | 24,16        | 5 075       | 17,57       |  |
|                | Jean-Noël Guérini         | PS             | 6 187        | 24,12        | 11 766      | 40,73       |  |
|                | Jean-Paul Nostriano       | PCF            | 2 462        | 9,6          |             |             |  |
|                | Abderrhamane Tabet        | GÉ             | 754          | 2,94         |             |             |  |
|                | Patrick Grenier           | LO             | 628          | 2,45         |             |             |  |
|                | Robert Vigouroux          | Divers gauche  | 572          | 2,23         |             |             |  |
|                | Maxence Berthoz           | LDI (MPF)      | 325          | 1,27         |             |             |  |
|                | Marie-Françoise Favre     | MDC            | 319          | 1,24         |             |             |  |
|                | Martine Jouanaud          | LCR            | 303          | 1,18         |             |             |  |
|                | Patrice Daude             | LT-LNÉ         | 292          | 1,14         |             |             |  |
|                | Janine Tidori             | IR             | 166          | 0,65         |             |             |  |
|                | Alain Persia              | Divers         | 0            | 0            |             |             |  |
|                |                           |                |              |              |             |             |  |
| Inscrits       | Inscrits                  | Inscrits       | 43 707       | 100,00       | 43 707      | 100,00      |  |
| Abstentions    | Abstentions               | Abstentions    | 17 315       | 39,62        | 14 156      | 32,39       |  |
| Votants        | Votants                   | Votants        | 26 392       | 60,38        | 29 551      | 67,61       |  |
| Blancs et nuls | Blancs et nuls            | Blancs et nuls | 737          | 2,79         | 660         | 2,23        |  |
| Exprimés       | Exprimés                  | Exprimés       | 25 655       | 97,21        | 28 891      | 97,77       |  |

Le suppléant de Jean Roatta était Robert Assante, commercial, conseiller général.

#### Élections législatives de 2002
| Candidat                          | Candidat                  | Parti             | Premier tour | Premier tour | Second tour | Second tour |  |
| Candidat                          | Candidat                  | Parti             | Voix         | %            | Voix        | %           |  |
| --------------------------------- | ------------------------- | ----------------- | ------------ | ------------ | ----------- | ----------- |  |
|                                   | Jean Roatta sortant réélu | UMP               | 9 438        | 36,28        | 12 595      | 57,17       |  |
|                                   | Gabriel Malauzat          | PS                | 5 674        | 21,81        | 9 436       | 42,83       |  |
|                                   | Jackie Blanc              | FN                | 4 890        | 18,8         |             |             |  |
|                                   | Philippe Sanmarco         | Divers gauche     | 1 307        | 5,02         |             |             |  |
|                                   | Jean-Paul Nostriano       | PCF               | 1 238        | 4,76         |             |             |  |
|                                   | Yannick Lopez             | Les Verts         | 619          | 2,38         |             |             |  |
|                                   | Guy Jullien               | Divers droite     | 580          | 2,23         |             |             |  |
|                                   | Samuel Johsua             | LCR               | 571          | 2,19         |             |             |  |
|                                   | Nicole Cantrel            | MNR               | 441          | 1,7          |             |             |  |
|                                   | Delphine d'Onofrio        | LT-LNÉ            | 304          | 1,17         |             |             |  |
|                                   | Ophélie Rosso             | Pôle républicain  | 275          | 1,06         |             |             |  |
|                                   | Nathalie Laclau           | LO                | 182          | 0,7          |             |             |  |
|                                   | Michel Ben Haim           | Divers écologiste | 130          | 0,5          |             |             |  |
|                                   | Claire Aymes              | MÉI               | 112          | 0,43         |             |             |  |
|                                   | Alain Boyer               | GÉ                | 105          | 0,4          |             |             |  |
|                                   | Abderrhamane Tabet        | Divers            | 99           | 0,38         |             |             |  |
|                                   | Anne Delrez               | Divers gauche     | 52           | 0,2          |             |             |  |
|                                   |                           |                   |              |              |             |             |  |
| Inscrits                          | Inscrits                  | Inscrits          | 43 103       | 100,00       | 43 095      | 100,00      |  |
| Abstentions                       | Abstentions               | Abstentions       | 16 716       | 38,78        | 19 811      | 45,97       |  |
| Votants                           | Votants                   | Votants           | 26 387       | 61,22        | 23 284      | 54,03       |  |
| Blancs et nuls                    | Blancs et nuls            | Blancs et nuls    | 370          | 1,4          | 1 253       | 5,38        |  |
| Exprimés                          | Exprimés                  | Exprimés          | 26 017       | 98,6         | 22 031      | 94,62       |  |
| Source : Ministère de l'Intérieur |                           |                   |              |              |             |             |  |

Le suppléant de Jean Roatta était Robert Assante.

#### Élections législatives de 2007
| Candidat                          | Candidat                  | Parti                      | Premier tour | Premier tour | Second tour | Second tour |  |
| Candidat                          | Candidat                  | Parti                      | Voix         | %            | Voix        | %           |  |
| --------------------------------- | ------------------------- | -------------------------- | ------------ | ------------ | ----------- | ----------- |  |
|                                   | Jean Roatta sortant réélu | UMP                        | 10 758       | 40,76        | 12 548      | 50,50       |  |
|                                   | Patrick Mennucci          | PS                         | 7 732        | 29,30        | 12 300      | 49,50       |  |
|                                   | Miloud Boualem            | UDF–MoDem                  | 1 935        | 7,33         |             |             |  |
|                                   | Jackie Blanc              | FN                         | 1 691        | 6,41         |             |             |  |
|                                   | Jean-Paul Israël          | PCF                        | 1 087        | 4,12         |             |             |  |
|                                   | Emmanuel Arvois           | Extrême gauche (LCR)       | 864          | 3,27         |             |             |  |
|                                   | Marianne Moukomel-Clarté  | Les Verts                  | 849          | 3,22         |             |             |  |
|                                   | Josette Mercier           | Divers écologiste (LT-LNÉ) | 368          | 1,39         |             |             |  |
|                                   | Alain Persia              | Divers droite (UDR)        | 323          | 1,22         |             |             |  |
|                                   | Roland Lombardi           | MPF                        | 262          | 0,99         |             |             |  |
|                                   | Isabelle Bonnet           | Extrême gauche (LO)        | 181          | 0,69         |             |             |  |
|                                   | Roland Dicchi             | Extrême droite (MNR)       | 135          | 0,51         |             |             |  |
|                                   | Daniel Youssoufian        | Divers (LFA)               | 115          | 0,44         |             |             |  |
|                                   | Stéphanie Pothin          | Divers droite (DLR)        | 63           | 0,24         |             |             |  |
|                                   | Claire Aymes              | Divers (PRN)               | 28           | 0,11         |             |             |  |
|                                   | Patrick Sinegre           | Divers                     | 1            | 0,00         |             |             |  |
|                                   |                           |                            |              |              |             |             |  |
| Inscrits                          | Inscrits                  | Inscrits                   | 46 659       | 100,00       | 46 648      | 100,00      |  |
| Abstentions                       | Abstentions               | Abstentions                | 19 931       | 42,72        | 20 928      | 44,86       |  |
| Votants                           | Votants                   | Votants                    | 26 728       | 57,28        | 25 720      | 55,14       |  |
| Blancs et nuls                    | Blancs et nuls            | Blancs et nuls             | 336          | 1,26         | 872         | 3,39        |  |
| Exprimés                          | Exprimés                  | Exprimés                   | 26 392       | 98,74        | 24 848      | 96,61       |  |
| Source : Ministère de l'Intérieur |                           |                            |              |              |             |             |  |

Jean Roatta est élu député au Parlement Européen le 6 décembre 2011.
Sa suppléante était Arlette Fructus, avocate, membre du Parti radical.

#### Élections législatives de 2012
| Candidat                          | Candidat                        | Parti                | Premier tour | Premier tour | Second tour | Second tour |  |
| Candidat                          | Candidat                        | Parti                | Voix         | %            | Voix        | %           |  |
| --------------------------------- | ------------------------------- | -------------------- | ------------ | ------------ | ----------- | ----------- |  |
|                                   | Stéphane Ravier                 | RBM (FN)             | 10 975       | 29,87        | 17 263      | 49,01       |  |
|                                   | Sylvie Andrieux sortante réélue | PS                   | 10 948       | 29,80        | 17 962      | 50,99       |  |
|                                   | Nora Preziosi                   | UMP                  | 7 425        | 20,21        |             |             |  |
|                                   | Marie Batoux                    | FG (PG) (PCF)        | 4 110        | 11,19        |             |             |  |
|                                   | Michèle Poncet-Ramade           | EÉLV                 | 1 120        | 3,05         |             |             |  |
|                                   | Anne-Marie Tapiero              | CpF (MoDem)          | 474          | 1,29         |             |             |  |
|                                   | Gisèle Auriemma                 | LT-LNÉ               | 418          | 1,14         |             |             |  |
|                                   | Mohyiddine Alabane              | UDR                  | 282          | 0,77         |             |             |  |
|                                   | Hubert Savon                    | MNR                  | 276          | 0,75         |             |             |  |
|                                   | Victor Hugo Espinosa            | NPA (GA, Résistance) | 188          | 0,51         |             |             |  |
|                                   | Nouriati Djambae                | AÉI                  | 181          | 0,49         |             |             |  |
|                                   | Isabelle Bonnet                 | LO                   | 179          | 0,49         |             |             |  |
|                                   | Simone Charin                   | DLR                  | 163          | 0,44         |             |             |  |
|                                   |                                 |                      |              |              |             |             |  |
| Inscrits                          | Inscrits                        | Inscrits             | 70 351       | 100,00       | 70 329      | 100,00      |  |
| Abstentions                       | Abstentions                     | Abstentions          | 32 933       | 46,81        | 33 038      | 46,98       |  |
| Votants                           | Votants                         | Votants              | 37 418       | 53,19        | 37 291      | 53,02       |  |
| Blancs et nuls                    | Blancs et nuls                  | Blancs et nuls       | 679          | 1,81         | 2 066       | 5,54        |  |
| Exprimés                          | Exprimés                        | Exprimés             | 36 739       | 98,19        | 35 225      | 94,46       |  |
| Source : Ministère de l'Intérieur |                                 |                      |              |              |             |             |  |

Sylvie Andrieux démissionne en décembre 2016.
Son suppléant était Garo Hovsepian, maire du 7ème secteur de Marseille.

#### Élections législatives de 2017
|                                                                                    | |                           |                           |                          |                          |
|                                                                                    | | Premier tour 11 juin 2017 | Premier tour 11 juin 2017 | Second tour 18 juin 2017 | Second tour 18 juin 2017 |
|                                                                                    | |                           |                           |                          |                          |
|                                                                                    | | Nombre                    | % des inscrits            | Nombre                   | % des inscrits           |
| Inscrits                                                                           | Inscrits | 73 503                    | 100,00                    | 73 497                   | 100,00                   |
| Abstentions                                                                        | Abstentions | 43 611                    | 59,33                     | 47 413                   | 64,51                    |
| Votants                                                                            | Votants | 29 892                    | 40,67                     | 26 084                   | 35,49                    |
|                                                                                    | |                           | % des votants             |                          | % des votants            |
| Bulletins blancs                                                                   | Bulletins blancs | 421                       | 1,41                      | 1 219                    | 4,67                     |
| Bulletins nuls                                                                     | Bulletins nuls | 211                       | 0,71                      | 398                      | 1,53                     |
| Suffrages exprimés                                                                 | Suffrages exprimés | 29 260                    | 97,89                     | 24 467                   | 93,80                    |
|                                                                                    | |                           |                           |                          |                          |
| Candidat Étiquette politique (partis et alliances)                                 | Candidat Étiquette politique (partis et alliances) | Voix                      | % des exprimés            | Voix                     | % des exprimés           |
|                                                                                    | |                           |                           |                          |                          |
|                                                                                    | Stéphane Ravier Front national | 9 024                     | 30,84                     | 11 641                   | 47,58                    |
|                                                                                    | Alexandra Louis La République en marche | 7 284                     | 24,89                     | 12 826                   | 52,42                    |
|                                                                                    | Sarah Soilihi La France insoumise | 5 403                     | 18,47                     |                          |                          |
|                                                                                    | Richard Miron Les Républicains (Union des démocrates et indépendants)                                                                                    | 3 778                     | 12,91                     |                          |                          |
|                                                                                    | Anne Di Marino Parti socialiste | 1 306                     | 4,46                      |                          |                          |
|                                                                                    | Karim Mouaci Europe Écologie Les Verts | 493                       | 1,68                      |                          |                          |
|                                                                                    | Sabrina Morganti Écologiste (Mouvement écologiste indépendant - Le Trèfle - Mouvement hommes animaux nature)                                             | 467                       | 1,60                      |                          |                          |
|                                                                                    | Antoine Maggio Extrême droite | 364                       | 1,24                      |                          |                          |
|                                                                                    | Simone Charin Debout la France | 314                       | 1,07                      |                          |                          |
|                                                                                    | Jacqueline Grandel Lutte ouvrière | 244                       | 0,83                      |                          |                          |
|                                                                                    | Farid Zidane Divers (Union populaire républicaine) | 206                       | 0,70                      |                          |                          |
|                                                                                    | Victor-Hugo Espinosa Divers gauche (Nouvelle Donne) | 120                       | 0,41                      |                          |                          |
|                                                                                    | Fatou Moumini Divers gauche (Mouvement des progressistes)                                                                                                | 82                        | 0,28                      |                          |                          |
|                                                                                    | Karine Harouche Extrême droite (Union des patriotes - Comités Jeanne - Parti de la France - Civitas - Souveraineté, identité et libertés - Ligue du Sud) | 79                        | 0,27                      |                          |                          |
|                                                                                    | Anne Ceccaldi Régionaliste (Femu a Corsica) | 77                        | 0,26                      |                          |                          |
|                                                                                    | Djara Sali Écologiste (Mouvement 100 % ) | 19                        | 0,06                      |                          |                          |
|                                                                                    | Christophe Masse Divers gauche | 0                         | 0,00                      |                          |                          |
| Source : Ministère de l'Intérieur - Troisième circonscription des Bouches-du-Rhône | |                           |                           |                          |                          |

Le suppléant d'Alexandra Louis était Sofiane Zemmouchi, responsable développeur commercial international.

#### Élections législatives de 2022
Les élections législatives françaises de 2022 se déroulent les dimanches 12 et 19 juin 2022.
| Résultats des élections législatives des 12 et 19 juin 2022 de la 3e circonscription des Bouches-du-Rhône |                          |                           |                          |              |              |             |             |
| Candidat                                                                                                  | Candidat                 | Parti et coalition        | Nuance                   | Premier tour | Premier tour | Second tour | Second tour |
| Candidat                                                                                                  | Candidat                 | Parti et coalition        | Nuance                   | Voix         | %            | Voix        | %           |
| | Mohamed Bensaada         | LFI (NUPES)               | NUP                      | 7 678        | 27,73        | 11 718      | 45,04       |
| | Gisèle Lelouis           | RN                        | RN                       | 7 016        | 25,34        | 14 300      | 54,96       |
| | Alexandra Louis          | H (ENS)                   | ENS                      | 6 056        | 21,87        |             |             |
| | Sandrine D'Angio         | Marseille d’abord ! (REC) | REC                      | 4 215        | 15,22        |             |             |
| | Patrick Pappalardo       | LR (UDC)                  | LR                       | 995          | 3,59         |             |             |
| | Nadia Si Ahmed           | LT-LNÉ (TUPV)             | ECO                      | 672          | 2,43         |             |             |
| | Bruno Cocaign            | UCE (ÉMP)                 | DVC                      | 302          | 1,09         |             |             |
| | Jacqueline Grandel       | LO                        | DXG                      | 289          | 1,04         |             |             |
| | Adam Tordjmann           | PA                        | ECO                      | 258          | 0,93         |             |             |
| | Nora Belkaroui           | OP (RPS)                  | REG                      | 205          | 0,74         |             |             |
| | Elisabeth Said           | EAC                       | ECO                      | 0            | 0,00         |             |             |
| Votes valides                                                                                             | Votes valides            | Votes valides             | Votes valides            | 27 686       | 98,12        | 26 018      | 92,15       |
| Votes blancs                                                                                              | Votes blancs             | Votes blancs              | Votes blancs             | 395          | 1,40         | 1 749       | 6,19        |
| Votes nuls                                                                                                | Votes nuls               | Votes nuls                | Votes nuls               | 135          | 0,48         | 468         | 1,66        |
| Total | Total                    | Total                     | Total                    | 28 216       | 100          | 28 235      | 100         |
| Abstention                                                                                                | Abstention               | Abstention                | Abstention               | 47 766       | 62,86        | 47 757      | 62,84       |
| Inscrits / participation                                                                                  | Inscrits / participation | Inscrits / participation  | Inscrits / participation | 75 982       | 37,14        | 75 992      | 37,16       |

Le suppléant de Gisèle Lelouis était Thibaut Charpentier, conseiller municipal de Marseille.

#### Élections législatives de 2024
| Candidat                 | Candidat                    | Parti et coalition       | Nuance                   | Premier tour | Premier tour | Second tour | Second tour |
| Candidat                 | Candidat                    | Parti et coalition       | Nuance                   | Voix         | %            | Voix        | %           |
| ------------------------ | --------------------------- | ------------------------ | ------------------------ | ------------ | ------------ | ----------- | ----------- |
|                          | Gisèle Lelouis              | RN                       | RN                       | 19 938       | 42,75        | 22 869      | 50,93       |
|                          | Amine Kessaci               | LÉ (NFP)                 | UG                       | 16 642       | 35,68        | 22 034      | 49,07       |
|                          | Céline Aycard-Dieste        | HOR (ENS)                | ENS                      | 5 417        | 11,61        |             |             |
|                          | Pierre-Olivier Koubi-Flotte | LR                       | LR                       | 2 664        | 5,71         |             |             |
|                          | Bernard Fournier            | REC                      | REC                      | 937          | 2,01         |             |             |
|                          | Jacqueline Grandel          | LO                       | EXG                      | 402          | 0,86         |             |             |
|                          | Alexia de Montgolfier       | Équinoxe                 | ECO                      | 381          | 0,82         |             |             |
|                          | Juliette Coleou             | NPA-R                    | EXG                      | 262          | 0,56         |             |             |
|                          |                             |                          |                          |              |              |             |             |
| Suffrages exprimés       | Suffrages exprimés          | Suffrages exprimés       | Suffrages exprimés       | 46 643       | 97,60        | 44 903      | 94,70       |
| Votes blancs             | Votes blancs                | Votes blancs             | Votes blancs             | 817          | 1,71         | 1 982       | 4,18        |
| Votes nuls               | Votes nuls                  | Votes nuls               | Votes nuls               | 331          | 0,69         | 531         | 1,12        |
| Total                    | Total                       | Total                    | Total                    | 47 791       | 100          | 47 416      | 100         |
| Abstention               | Abstention                  | Abstention               | Abstention               | 30 047       | 38,60        | 30 467      | 39,12       |
| Inscrits / participation | Inscrits / participation    | Inscrits / participation | Inscrits / participation | 77 838       | 61,40        | 77 883      | 60,88       |

Le suppléant de Gisèle Lelouis est Thibaut Charpentier, conseiller municipal de Marseille, conseiller des 13ème et 14ème arrondissements.